# 刘青山 (1916年)
刘青山（1916年—1952年2月10日），曾用名顺山，河北省安国市人，中华人民共和国政治人物。他于1932年加入中国共产党。曾任中国共产党天津地区委员会書記。被捕前任中国共产党河北省石家莊市委副書記，因贪污罪被槍决。

## 生平
刘青山是河北省安国县南章村人。生于佃农家庭，12岁开始在博野县南白沙村做长工。1932年，经徐去甫介绍加入中国共产党。1933年7月参加中国工农红军第二十七军第一支队，1933年8月参加高蠡暴动。暴动失败被俘，在刑场上侥幸逃脱。1935年在河北安平县香关当长工扛活。
1937年7月在其家乡安国县南章村组织抗日动员会。1937年10月，进入五台山的抗大分校学习。1938年8月出任中共大城县县委组织部长。以青塔书店掌柜身份到乡村卖书，宣传抗日，组办民运训练班，培训出很多干部；和县委一起创建县大队和八个区小队抗日武装。1941年3月任大城县委书记。1942年五一大扫荡后，开辟了文安洼抗日根据地。1942年9月，调任（丘）河（间）县县委书记。1944年10月冀中八地委城工部长。
1945年10月任冀中八地委书记兼冀中军区第八军分区政治委员、第八地委党校校长。
1949年9月，任天津地区地委书记。1951年5月13日，任中共石家庄市委第一副书记。

### 刘青山张子善案

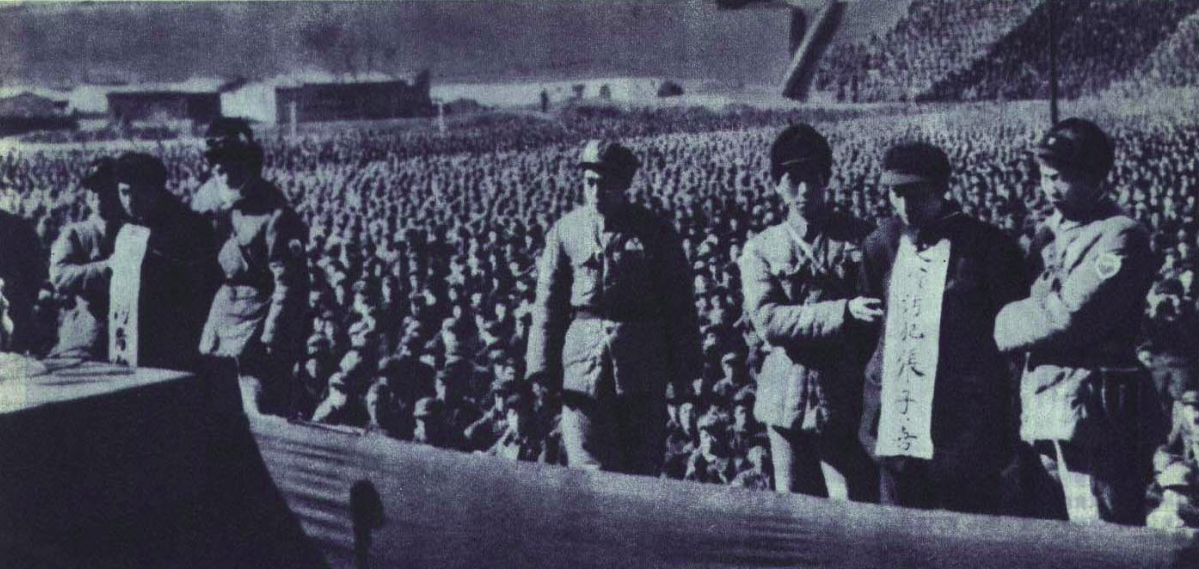
1952年2月10日刘青山（左面掛牌者）和张子善（右面掛牌者）在保定人民体育场公审

1950年至1951年與张子善兩人在擔任天津专区領導的期間，盜竊地方糧款289,151萬元（人民幣舊幣）、防汛水利專款30億元、救災糧款4億元、幹部家屬救濟糧款14,000萬元，剋扣修理機場民工供應補助糧款54,330萬元，賺取治河民工供應糧款37,473萬元，倒賣治河民工食糧從中漁利22億元。此外還以修建為名騙取銀行貸款60億元，從事非法經營。
1951年12月2日，赴欧洲国家奥地利首都维也纳参加世界青年和平友好联谊会归来的刘青山一下列车即被逮捕，12月4日被河北省委开除党籍。
1952年2月10日，中央人民政府最高人民法院批准，河北省人民法院特别法庭在保定市东关大校场召开公判大会，以貪污罪名在保定东关大校场公開处决劉青山和張子善。

## 家庭
- 妻子：范勇（参加革命前名为樊桂兰），2011年5月去世，终年89岁。
- 大儿子：刘铁骑
  - 妻子：刘继先，女儿：刘晓，儿子：刘嵌[2]
- 二儿子：刘铁甲
- 小儿子：刘铁兵